# Sturm & Dreck
Sturm & Dreck ist das fünfte Album der deutschen Punkband Feine Sahne Fischfilet, das am 12. Januar 2018 auf dem Label Audiolith als LP, CD und Download erschienen ist.

## Titelliste
1. Zurück in unserer Stadt – 2:50
2. Alles auf Rausch – 3:16
3. Angst frisst Seele auf – 2:47
4. Schlaflos in Marseille – 2:32
5. Zuhause – 3:35
6. Alles Anders – 4:49
7. Dreck der Zeit – 2:12
8. Ich mag kein' Alkohol – 3:35
9. Suruç – 3:43
10. Wo niemals Ebbe ist – 2:50
11. Wir haben immer noch uns – 3:22
12. Niemand wie ihr – 3:14

## Musikstil und Inhalt
Das Album ist dem Genre Punkrock zuzuordnen. Die band-typischen Trompeten sind auch wieder zu hören. Der Auftaktsong Zurück in unserer Stadt enthält schnelle Ska-Elemente. Das Album enthält viele Lieder mit politischen Botschaften. Im Song Angst frisst Seele auf beschreibt den Gefühlszustand von Menschen, die Bedrohungen ausgesetzt sind. Er ist der Thüringer Landtagsabgeordneten Katharina König-Preuss (Die Linke) gewidmet, welche von Rechtsextremisten bedroht wird. Im Lied Suruç verarbeitet Sänger Jan „Monchi“ Gorkow die Geschehnisse des Anschlags in Suruç 2015. Gorkow war zu diesem Zeitpunkt im Rahmen der Aktion MV für Kobane als Flüchtlingshelfer in Syrien. Ein Leitmotiv des Albums ist die Heimatverbundenheit. Im Song Zuhause definiert die Band den Heimatbegriff mit den Worten: „Zuhause heißt, wir schützen uns, alle sind gleich“. Auch im Song Wo niemals Ebbe ist greift die Band ihre Verbundenheit zur Ostseeregion auf. Weiterhin Teil des Albums sind trinkselige Hymnen wie Ich Mag Kein Alkohol und Alles auf Rausch. Den Abschluss des Albums bildet der Titel Niemand wie ihr. In dieser Liebeserklärung an die Eltern von Gorkow verarbeitet der Frontsänger kritische Phasen seiner Vergangenheit.

## Covergestaltung
Das Albumcover zeigt eine offene Handfläche im Detail. Diese ist dreckig, verschwitzt und zeigt einen ausgeschlagenen Zahn in der Mitte. Der Hintergrund ist komplett schwarz. Über der Handfläche im oberen Drittel des Covers ist der Bandname Feine Sahne Fischfilet zu sehen, die sich durch ihre serife Schriftart von dem darunter stehenden Album Titel Sturm & Dreck in einer serifenlosen Schriftart abhebt.

## Erfolg
Das Album stieg in den deutschen Album-Charts auf Rang drei ein. Darüber hinaus erreichte die Vinylschallplatte für einen Monat die Spitzenposition der deutschen Vinylcharts.